# シャンソン
シャンソン（フランス語: chanson）は、中世の吟遊詩人をルーツとした歌曲と、フランス語の歌曲の総称である。

## 歴史
本来、シャンソン（chanson）は、フランス語で歌の意である。したがって、少なくとも現代のフランス語圏においては、シャンソンは歌全般を意味し、特定ジャンルの楽曲を指すものではない。他言語圏ではフランス語で歌われる曲という意味で使われることが多く、この場合も何らかの音楽的特徴を持つものではなく、中世の「武勲詩」や「きらきら星」「ラ・マルセイエーズ」なども広義のシャンソンである。そのため、歌謡曲としてのシャンソンは「モダンシャンソン」「パリジャン・シャンソン」などと呼ばれる他、シャンソン・ド・ボア（動きのないシャンソン）、シャンソン・ド・シャルム（魅惑的なシャンソン）、シャンソン・ド・レアリスト（リアリスティックなシャンソン）、シャンソン・ド・サンチマンタル（センチメンタルなシャンソン）、シャンソン・ド・ファンタジスト（動きのあるシャンソン）といった風に「シャンソン」という語に何らかの形容詞を付け分類する。なおイタリア音楽のカンツォーネ（Canzone）とは元々の語源は同じである。
中世からルネサンスにかけてのヨーロッパでは「シャンソン」と呼ばれる歌曲が数多く作られたが、これも単にフランス語で歌われるポリフォニーの（初期にはモノフォニーのものもあった）世俗的声楽曲を総称する名称であり、特定の形式や様式をさすものではない。戦前にはイヴェット・ギルベール、ミスタンゲットらが活躍した。また、戦後のシャンソンではエディット・ピアフ、ジュリエット・グレコらが有名となった。シャンソンは「パリの空の下」「ラ・ボエーム」「枯葉」「愛の讃歌」などの名曲・佳曲を生んだ。
日本においては、1960年代初頭までに流行したフランスの歌謡曲全般をシャンソンと呼ぶ場合が多く、シャンソンには日本語訳でカバーした楽曲も含まれる。アメリカンのポップスやロックの影響を受けたシルヴィ・バルタン、ミッシェル・ポルナレフ、フランソワーズ・アルディ、フランス・ギャルなどはシャンソンより新しいイメージの、フレンチ・ポップスとして紹介されることが多かった。フランス語で歌われていても、例えばヒップホップなどは通常シャンソンとは見なされない。
また「ラストダンスは私に」のように、元々英語詞だったものが、フランス語の訳詞で大ヒットしたため、シャンソンに分類される場合がある曲もある。
日本のシャンソン・シーンでは、芦野宏の貢献が大きかった。また、銀座の銀巴里では、美輪明宏、青江三奈、戸川昌子、金子由香利、長谷川きよしらが歌い、三島由紀夫、なかにし礼、吉行淳之介、寺山修司、中原淳一らが客として訪れた。
日本の楽曲にフランス語詞がつけられSACEM（日本のJASRACに相当する音楽著作権管理団体）に登録されて、シャンソンとなる場合もある。菅原洋一（日本語詞）、グラシェラ・スサーナ（スペイン語詞）等が歌った「ラスト・リサイタル」が「ARIGATO SAYONARA」となった例、日本人が作曲したものに、フランスで詞がつけられ、逆輸入の形で外国曲として日本語訳詞がつけられた「モネの庭」の例が代表的である。特に後者は、モネ財団が「モネの絵」の公式イメージソングとして選定し、仏日英3言語で歌われている。
「暗い日曜日」や「暗いはしけ」、「アドロ」などを、フランスのシャンソンとして誤った記載がなされることもある。
かつては、レコード会社のレーベルの関係で、フランスのビッグ・アーティストでも、日本に紹介されないケースがあった。その後状況は好転し、新しいフランスの楽曲や、新人歌手が次々と紹介されるようになっている。日仏シャンソン協会日本支局が「シャンソン・ルネッサンス」と名付けられた、新しいシャンソンの普及活動を推進している。シャンソン小屋（カフェ・コンセール、café-concert）では、平岡精二らが作曲した和製シャンソンと呼ばれる歌謡曲も演奏されることがある。

## 代表的なシャンソン
| 邦題                 | 原題                  | 作詞                                | 作曲                                                       | おもな歌唱者                            | 備考 |  |
| -------------------- | --------------------- | ----------------------------------- | ---------------------------------------------------------- | --------------------------------------- | --- |  |
| 愛の喜び             | Plaisir d'amour       | ジャン＝ピエール・フロリアン        | ジャン・ポール・マルティーニ                               |                                         | クラシックの歌曲がシャンソンとして歌われるようになった曲 |  |
| 枯葉                 | Les Feuilles mortes   | ジャック・プレヴェール              | ジョゼフ・コズマ                                           | イヴ・モンタン                          | 1945年発表。最も著名な曲の1つ。 |  |
| バラ色の人生         | La Vie en rose        | エディット・ピアフ                  | ルイギ                                                     | エディット・ピアフ                      | 愛を歌った曲。 |  |
| さくらんぼの実る頃   | Le temps des cerises  | ジャン=バティスト・クレマン         | アントワーヌ・ルナール                                     | イヴ・モンタン他                        | 1866年に作られる。日本では、加藤登紀子が取り上げる。パリ・コミューンの悲劇が背景にある。 |  |
| パリの空の下         | Sous le ciel de Paris | ジャン・ドレジャック                | ユベール・ジロー                                           | エディット・ピアフ他                    | スタンダードナンバー。 |  |
| 愛の讃歌             | Hymne à l'amour       | エディット・ピアフ                  | マルグリット・モノ                                         | エディット・ピアフ                      | マルセル・セルダンへの愛を歌った曲。日本でも越路吹雪をはじめとして数多くの歌手が歌唱している。 |  |
| 群衆                 | La foule              | ミシェル・リヴィゴーシュ            | アンヘル・カブラル                                         | エディット・ピアフ                      | 1936年にアルゼンチンでリリースした元はスペイン語の歌のカバー。 |  |
| ラ・メール           | La mer                | シャルル・トレネ                    | シャルル・トレネ                                           | シャルル・トレネ                        | 歌の背景としてドビュッシーの「La mer」がある。 |  |
| 雪が降る             | Tombe la neige        | サルヴァトール・アダモ              | サルヴァトール・アダモ                                     | サルヴァトール・アダモ                  | |  |
| サン・トワ・マミー   | Sans toi ma mie       | サルヴァトール・アダモ              | サルヴァトール・アダモ                                     | サルヴァトール・アダモ                  | 日本では越路吹雪が歌唱したものがよく知られている。 |  |
| 黒い鷲               | L'Aigle noir          | バルバラ                            | バルバラ                                                   | バルバラ                                | バルバラの青春期の体験が歌詞に反映。 |  |
| 暗い日曜日           | Sombre Dimanche       | ヤーヴォル・ラースロー              | シェレッシュ・レジェー                                     | ダミア                                  | 元はハンガリーの歌で、この歌のいきさつを取り上げた「暗い日曜日」という映画がある。 |  |
| 愛の物語             | Une belle histoire    | ピエール・ドラノエ                  | ミシェル・フュガン                                         | ミシェル・フュガン                      | 日本ではサーカスが「Mr.サマータイム」というタイトルでカヴァー。 |  |
| パリのお嬢さん       | Mademoiselle de Paris | アンリ・コンテ                      | ポール・デュラン                                           | ジャクリーヌ・フランソワ他              | |  |
| マイ・ウェイ         | Comme d'habitude      | クロード・フランソワ                | ジャック・ルヴォー                                         | クロード・フランソワ                    | ポール・アンカが英語の歌詞をつけたマイ・ウェイが世界的に知られる。元の歌詞の意味はポール・アンカのものとは全く違う。 |  |
| 聞かせてよ愛の言葉を | Parlez-moi d'amour    | ジャン・ルノワール (fr:Jean Lenoir) | ジャン・ルノワール （映画監督のルノワールRenoir とは別人） | リュシエンヌ・ボワイエ (Lucienne Boyer) | 1930年、ディスク大賞獲得で有名になる（Du Temps des cerises aux Feuilles mortes参照）。1933年、日本初のシャンソン・リサイタル「パリ流行歌の夕べ」で佐藤美子が初披露（「銀巴里」前史参照）。映画音楽として『モダーンズ』『ヘンリー&ジューン』『ギター弾きの恋』など多数使用。 |  |
| 邦題                 | 原題                  | 作詞                                | 作曲                                                       | 歌唱者                                  | 備考 |  |

## 代表的なシャンソン・ルネッサンス曲
| 原題 | 作詞者                 | オリジナル歌唱者 |
| 邦題 | 作曲者                 | 日本語詞歌唱者 |
| --- | ---------------------- | --- |
| JE VOYAGE | C.AZNAVOUR             | シャルル・アズナヴール＆カティア・アズナヴール |
| ジュ ヴォヤージュ（旅立ち）                                                                                                  | J.P.BOURTAYRE          | 加藤修滋＆岡山加代子 |
| DANS LES BRAS D’UNAUTRE | M.JOURDAN              | マリー・ラザロ |
| 忘れ得ぬ面影 | C.AZNAVOUR             | 浜﨑久美子＆マリー・ラザロ、森岡怜子、真路まなみ、宮入公子、清水美帆 |
| ÇA RIME AVEC AMOUR | M.JOURDAN              | マリー・ラザロ |
| 愛の響き〜人生はアズナヴールの歌と共に〜                                                                                     | M.JOURDAN              | 浜﨑久美子、黒川泰子、青山桂子 |
| JE CHANTE | M.JOURDAN              | マリー・ラザロ |
| ジュ シャントゥ | M.JOURDAN              | 青山桂子、浜﨑久美子、佐藤美奈子、岩城康子、清水美帆 |
| CAMARADE | J.PLANTE               | シャルル・アズナヴール |
| 美しき絆 | C.AZNAVOUR             | 堀内環、石原歩 |
| SA JEUNESSE | C.AZNAVOUR             | シャルル・アズナヴール |
| 青春という宝 | C.AZNAVOUR             | 加藤修滋 |
| L'AMOUR C'EST COMME UN JOUR                                                                                                  | Y.STEPHANE             | シャルル・アズナヴール |
| 恋は一日のように | C.AZNAVOUR             | 林夏子、中村愛紀、華愛ミノリ 、小塚猛仁 |
| DE LA TENDRESSE | C.LEMESLE              | アリス・ドナ、ジャクリーヌ・ダノ |
| やさしさ | A.DONA                 | 松本幸枝、橋本奈央子、青山桂子、黒川泰子、森岡怜子、清水美帆、佐藤美奈子 |
| DÉCALÉ | P.BRUEL                | パトリック・ブリュエル |
| デカーレ | P.BRUEL                | 岡山加代子、宮入公子、華愛ミノリ |
| ELLE VOULAIT TOUT | P.BRUEL M.F.GROS       | パトリック・ブリュエル |
| 幻の恋 | P.BRUEL                | 浜﨑久美子、黒川泰子 |
| POUR LA VIE | G.PRESGURVIC           | パトリック・ブリュエル |
| 人生、我が友 | G.PRESGURVIC           | 橋本奈央子 |
| AU CAFÉ DES DELICES | F.GRAY                 | パトリック・ブリュエル |
| 悦楽のカフェにて | P.BRUEL F.GRAY         | 青山桂子、真路まなみ、宮入公子、山口紀子、白羽幸代 |
| J’TE MENTIRAIS | P.BRUEL                | パトリック・ブリュエル |
| 偽り、そして告白 | P.BRUEL                | 橋本奈央子 |
| LOUISE | F.TOMAS                | ジュラール・ベルリネール |
| ルイーズ | G.BERLINER             | 青山桂子 |
| HOTEL NORMANDY | D.BARBELIVIEN          | パトリシア・カース |
| ホテル・ノルマンディ | F.BERNHEIM             | 松本幸枝、森岡怜子、五十嵐悠紀、中村愛紀、黒木美亜 |
| JOJO | D.BARBELIVIEN          | パトリシア・カース |
| 愛しのJOJO | F.BERNHEIM             | 松本幸枝、華愛ミノリ |
| LE NOSTALGIQUE | VERMEULEN              | ヴェルムーラン |
| ノスタルジック | VERMEULEN              | 浜﨑久美子、黒川泰子 |
| J'TAIME | L.FABIAN               | ララ・ファビアン |
| ジュテーム | R.ALLISON              | 青山桂子、真路まなみ、菅原佐知、白羽幸代、清水美帆、宮入公子、波多野まき、佐藤美奈子 |
| CONTREFAÇON | M.FARMER               | ミレーヌ・ファルメール |
| 告白 | L.BOUTONNAT            | アンフィニ |
| HIER ENCORE | C.AZNAVOUR             | リーヌ・ルノー |
| 5月22日のシャルルの為に | C.AZNAVOUR             | 青山桂子 |
| ENCORE | C.LEMESLE              | ミッシェル・フューガン |
| アンコール | M.FUGAIN               | 浜﨑久美子、立原有香里、森岡怜子、佐藤美奈子、清水美帆 |
| L'EAU QU 'ON BOIT | B.HOMS                 | ミッシェル・フューガン |
| 愛〜かけがえのない道〜 | M.FUGAIN               | 浜﨑久美子、黒川泰子、森岡怜子、華愛ミノリ |
| VA VERS LE SOLEIL | C.LEMESLE              | ミッシェル・フューガン |
| 太陽の誘惑 | M.FUGAIN               | 浜﨑久美子、Nami 、中村愛紀、華愛ミノリ |
| BRAVO MONSIEUR LE MONDE | P.DELANOË              | ミッシェル・フューガン、ジャクリーヌ・ダノ |
| ブラボー！ムッシュ・ルモンド ＊2005年日本国際博覧会:グローバル・イメージソングとして世界21ヶ国語で歌われ、28人がCD競作をした | M.FUGAIN               | 狩人、すがはらやすのり、シャンソンの妖精、NAHKI、トリオ・ロス・ペペス、堀田利夫、Shiba-yoh、Miss JAY、st.Doll with Nami、レ・ミューズ、セルジョ・ムーサ、アストロリコ&ロベルト・デ・ロサーノ、松本幸枝、青山桂子、岡山加代子、宮入公子、真路まなみ、橋本奈央子、浜﨑久美子、MEGUMI、石原歩、山口紀子、黒川泰子、甲斐和代、日高摩梨 |
| DERIÉ UNE CHANSON | M.SARDOU               | ミッシェル・フューガン |
| 歌の生まれる時 | M.FUGAIN               | 浜﨑久美子、黒川泰子、佐藤美奈子 |
| CHANTE | P.DELANOË              | ミッシェル・フューガン |
| シャントゥ | M.FUGAIN               | 岡山加代子、シャンソンの妖精、橋本奈央子、中村愛紀、白羽幸代、清水美帆 |
| CHIQUITA | MICHAËLE               | フレディック・フランソワ |
| チキータ | F.FRANÇOIS             | 岡山加代子 |
| AU NOM D’UNE FEMME | J.D’AIME               | エレーヌ・セガラ |
| 女の生き方 | C.BROS                 | 浜﨑久美子 |
| ELLE TU L’AIMES | M.JOURDAN              | エレーヌ・セガラ |
| 届かぬ想い | F.TRINIDADE            | 浜﨑久美子、黒川泰子、清水美帆 |
| JE VAIS T’AIMER | G.THIBAUT              | ミッシェル・サルドー |
| ジュ べ テメ | J.REVAUX M.SARDOU      | 松本幸枝 |
| SI L’ON REVIENT MOINS RICHES                                                                                                 | M.SARDOU D.BARELWIEN   | ミッシェル・サルドー |
| 自由への旅立ち | J.REVAUX J.P.BOURTAYRE | 青山桂子 |
| SOIS FIDELE A TON AMOUR | E.MACIAS               | エリンコ・マシアス |
| 幸せへの言葉〜嫁ぐお前に〜                                                                                                   | E.MACIAS               | 菅原洋一＆松本幸枝 |
| LA COURTE ÉCHELLE | J.DEMARNY              | エリンコ・マシアス |
| 君への思いやり | E.MACIAS               | 松本幸枝、橋本奈央子 |
| A CEUX QUI M’ONT BÉNI | J.DEMARNY              | エリンコ・マシアス |
| 愛を歌に託して | E.MACIAS               | 松本幸枝 |
| L’ECHARPE | M.FANON                | モーリス・ファノン、ピア・コロンボ |
| スカーフ | M.FANON                | 黒川泰子、加藤修滋、青山桂子 |
| HIROSHIMA | M.FANON                | モーリス・ファノン |
| ヒロシマ | J.P.ROSEAU             | 瀬間千恵、菅原佐知 |
| MON FILS CHANTE | M.FANON                | モーリス・ファノン、ジュエリット・グレコ |
| 若者よ歌え（歌う少年） | G.JOUANNEST            | エルム・シスターズ |
| MARTINE | M.FANON                | モーリス・ファノン |
| マルティーヌ | M.FANON                | 加藤修滋 |
| JE SUIS MALADE | S.LAMA                 | セルジュ・ラマ、ダリダ、ララ・ファビアン |
| 病の果てに（灰色の途） | A.DONA                 | 岡山加代子、森岡怜子 |
| LES BALLONS ROUGES | Y.GILBELT              | セルジュ・ラマ |
| 赤い風船 | S.LAMA                 | 青山桂子、岡山加代子 |
| UNE ÎLE | Y.GILBELT              | セルジュ・ラマ |
| 孤独の島 | S.LAMA                 | 岡山加代子、松本幸枝 |
| MONSIEUR RENÉ | BENABAR                | ベナバール |
| 定年退職祝賀会 | BENABAR                | 橋本奈央子 |
| BELLE | L.PLAMONDON            | ガルー |
| 美しき人よ | R.COCCIANTE            | 岡山加代子、白羽幸代 |
| LA PERTE | V.PESTEL               | ヴェロニク・ペステル |
| とまどい | V.PESTEL               | 橋本奈央子、森岡怜子 |
| CHANSON DES SANS VOIX | G.LAFFAILLE            | ヴェロニク・ペステル |
| 声なき歌 | G.LAFFAILLE            | 青山桂子 |
| LE JARDIN DE MONET | J.DANNO G.MOREL        | ジャクリーヌ・ダノ |
| モネの庭 モネ財団公式イメージソング                                                                                          | S.KATO                 | 岡山加代子、J.アン・ピケンズ、橋本奈央子、甲斐和代 |
| FORTERESSE | B.HOMS                 | ミッシェル・フューガン |
| 愛の砦 | M.FUGAIN               | 橋本奈央子、甲斐和代 |

## 戦前のシャンソン歌手
- イヴェット・ギルベール
- ミスタンゲット
- モーリス・シュヴァリエ
- ダミア
- フレエル
- リス・ゴーティ
- クロード・ヴァレリ
- リュシエンヌ・ボワイエ
- ジョセフィン・ベーカー
- ティノ・ロッシ
- アンドレ・クラヴォー
- シャルル・トレネ

## 戦後のシャンソン歌手
代表曲が戦後リリースの歌手
- エディット・ピアフ
- レオ・フェレ
- イヴェット・ジロー
- ダニエル・ダリュー
- コラ・ヴォケール
- イヴ・モンタン
- ジョルジュ・ブラッサンス
- ジャクリーヌ・フランソワ
- ジジ・ジャンメール
- シャルル・アズナヴール
- ジュリエット・グレコ
- ジルベール・ベコー
- セルジュ・ゲンスブール
- ジャック・ブレル
- バルバラ
- ダリダ
- ジョルジュ・ムスタキ
- エンリコ・マシアス
- クロード・フランソワ
- ミシェル・フュガン
- サルヴァトール・アダモ
- フランソワーズ・アルディ
- ミレイユ・マチュー

## 日本のシャンソン歌手
- 淡谷のり子
- 高英男
- 深緑夏代
- 石井好子
- 越路吹雪
- 芦野宏
- 戸川昌子
- 中原美紗緒
- 岸洋子
- 美輪明宏
- 金子由香利
- クミコ